# スーザン・ウォジスキ
スーザン・ダイアン・ウォジスキ（Susan Diane Wojcicki、1968年7月5日 - 2024年8月9日）は、アメリカ合衆国の経営者。元YouTubeのCEO。カリフォルニア州サンタクララ郡出身。

## 経歴
1968年7月5日、ユダヤ系ロシア人移民にルーツを持つ教育者であるエスター・ウォジスキとポーランド系アメリカ人のスタンフォード大学物理学教授であるスタンリー・ウォジスキの間に生まれた。
ハーバード大学で歴史と文学を学び、1990年に優等で卒業した。当初は、経済学博士号を取得した後に学界でのキャリアを積む事を求めていたが、次第にテクノロジーへの関心を持ち、計画を変更した。1993年にはカリフォルニア大学サンタクルーズ校で経済学の修士号を、1998年にはUCLA アンダーソン経営大学院で経営学修士号をそれぞれ取得した。
1998年9月、Googleの創設者ラリー・ペイジとセルゲイ・ブリンはカリフォルニアのメンローパークに住んでいたウォジスキのガレージ内でオフィスを創設した。
1999年にGoogle初のマーケティングマネージャーになる前、インテルのカリフォルニア州サンタクララ郡オフィスでマーケティングを担当し、ベイン・アンド・カンパニーやR.B.ウェバーアンドカンパニーでマネージメントコンサルタントとして働いた。
ウォジスキはGoogleで広告商業部門の副社長になりGoogle AdWords、Google AdSense、ダブルクリック、そしてGoogleアナリティクスなどの広告や分析商品を担当した。Google第2の収入源となったアドセンスを開発した。また、Google ビデオを監督し、当時競争者で小さなスタートアップだったYouTubeの買収を当時のGoogleの重役会に提案した。
Google最大の買収のうち、2006年のYouTubeの買収（16.5億ドル）と2007年のダブルクリックの買収（31億ドル）の2つを成功まで導いた。2014年2月にYouTubeのCEOに任命された。
2017年5月24日、カリフォルニア州パロアルトのCommonwealth Clubのイベントでウォジスキは、自らのキャリアと女性がテック業界で働くことについて語った。
2023年2月16日、YouTubeのCEOを退任することを発表した。退任の理由について、「家族、健康、私が情熱を注いでいる個人的なプロジェクトに焦点を当てた新しい章を始める」として、Googleとその親会社・Alphabetの顧問的役割を担うことをGoogleおよびAlphabetのCEOであるスンダー・ピチャイと同意したという。後任のCEOはYouTubeの最高製品責任者（CPO）を務め、長年にわたって協力してきたニール・モーハン。
2024年8月9日、2年間の肺がんとの闘病の末に死去。56歳没。

## 人物
妹は23andMeの共同創業者およびCEOのアン・ウォジスキとPh. D・人類学者・疫学者であるジャネット・ウォジスキ。
1998年8月23日にデニス・トローパーと結婚した。子供が5人いる。